# سیارک ۵۰۱۰
سیارک ۵۰۱۰ (به انگلیسی: 5010 Amenemhet، نامگذاری:4594P-L) پنج هزار و دهمین سیارک کشف شده‌است که در ۲۴ سپتامبر ۱۹۶۰ کشف شد.
قدر مطلق سیارک برابر ۱۲٫۲۰ است.